# Crise chypriote des S-300
La crise chypriote des S-300 est une confrontation politique tendue et rapidement croissante entre la république de Chypre et la république de Turquie entre début 1997 et fin 1998. La confrontation est déclenchée par les projets chypriotes d'installer deux sites de missiles de défense aérienne S-300 de fabrication russe sur leur territoire, provoquant la Turquie à menacer d'une attaque ou même d'une guerre totale si les missiles ne sont pas retournés à la Russie. L'accord sur les missiles avec la Russie représente la première tentative sérieuse du gouvernement chypriote de construire un système de défense aérienne crédible après des années de supériorité aérienne turque. La crise se termine effectivement en décembre 1998 avec la décision du gouvernement chypriote de transférer les S-300 à la Grèce et son armée de l'air hellénique en échange d'armes alternatives de la Grèce. La crise entraîne également l'effondrement du gouvernement de coalition chypriote. L'armée de l'air hellénique de Grèce installe le système sur l'île de Crète et à partir de 2000 les S-300 y sont toujours en opération.

## Contexte
Le système S-300 est complété en 1978. Il est conçu pour se défendre contre des attaques aériennes de courte et moyenne portée. À son époque, il est considéré comme l'un des systèmes de défense aérienne les plus puissants du monde. La Russie vend le système S-300 à 20 pays.
La crise d'Imia dans la mer Égée éclate dans les derniers jours de 1995 et atteint son apogée en janvier 1996. N'ayant pas réussi à arrêter les vols de l'armée de l'air turque, la Grèce conclut que les ventes d'armes proportionnelles faites par les États-Unis aux deux pays ne répondent pas aux besoins grecs. Le premier pas dans ce sens en 1996 est de signer un accord avec la Russie pour l'achat du système de défense aérienne S-300 pour un déploiement à Chypre.
À partir de 1995, le gouvernement chypriote commence apparemment la conceptualisation et la planification d'une solution de défense aérienne intégrée pour défendre l'espace aérien de la république de Chypre, qui, selon les rapports de la presse locale, subit presque quotidiennement des violations de l'espace aérien par l'armée de l'air turque, agissant au nom de l'état turc de facto dans le nord. Les préoccupations sont encore accrues par la vente récente de roquettes d'artillerie à longue portée ATACMS d'Israël à la Turquie ; ces armes peuvent être tirées directement depuis des bases sur la côte sud de la Turquie avec la capacité d'atteindre le sud de Chypre. Les Chypriotes grecs déterminent qu'ils n'ont aucun moyen de défense prêt contre elles.
Le 3 janvier 1997, une source de défense anonyme divulgue des informations aux médias chypriotes concernant l'achat de missiles russes surface-air, une histoire reprise par Reuters, l'Agence de presse chypriote, et d'autres. La fuite rapporte que la date de conclusion de la vente entre la Russie et Chypre pour les systèmes de missiles surface-air serait le 4 janvier 1997.
Le 5 janvier 1997, le ministre des Affaires étrangères de Chypre, Alekos Michaelides, annonce aux médias mondiaux que le gouvernement a acquis une capacité de défense aérienne sous la forme de missiles de défense aérienne S-300 de fabrication russe et de radars associés. À ce stade, les détails sont vagues, et les médias s'emparent de rumeurs allant du nombre revendiqué de missiles et de leurs capacités à des affirmations très diverses sur le prix de l'achat.
Le même jour, un porte-parole du gouvernement, Yiannakis Cassoulides, fait une déclaration dans laquelle il remarque que le gouvernement chypriote a le droit légitime d'améliorer ses "capacités de défense" et déclare également que l'achat d'armes est "proportionnel" à la montée en puissance militaire turque dans le nord de l'île. Parallèlement, le ministre turc de la Défense, Turhan Tayan, est rapporté en Turquie comme disant que l'action "saperait la paix dans la région".
L'agence principale d'exportation de défense de la Russie, Rosvooruzheniye, ajoute également son commentaire à la frénésie médiatique lorsque son porte-parole, Valery Pogrebenkov, déclare que la vente de missiles S-300 à Chypre ne nuirait pas à l'équilibre des pouvoirs dans la région, car les armes sont "purement défensives".

## Capacité des missiles S-300 chypriotes

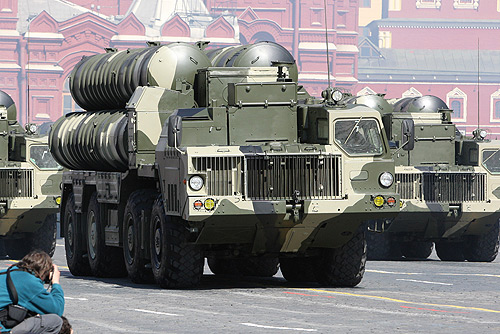
Systèmes S-300 similaires à ceux vendus à Chypre

Bien que jamais révélée publiquement en détail exact et largement débattue, de nombreux observateurs s'accordent à dire que le gouvernement chypriote acquiert deux systèmes de S-300PMU-1, chacun composé d'au moins un radar de gestion de combat et d'alerte précoce 64N6E (BIG BIRD D) et d'au minimum 16 lanceurs quadruples remorqués 5P85TE et 75 missiles 48N6. Les missiles auraient une portée maximale de 150 km. D'autres équipements susceptibles d'avoir été prévus dans l'achat, basés sur la pratique de déploiement standard pour ce type de dispositif, incluraient le système de commandement et de contrôle 83M6E, ainsi que l'infrastructure radar de soutien et les véhicules de soutien mobiles pour les ingénieurs.
La principale preuve d'une telle capacité de combat provient de la divulgation progressive aux médias des capacités des S-300PMU-1 en Crète après le déploiement des armes sur l'île grecque en 1998. De plus, la photographie aérienne et satellitaire numérique, telle que celle présentée par Google Earth, permet à des observateurs indépendants de suggérer qu'au moins trois nouvelles installations militaires sont construites à Chypre pour le déploiement des S-300 (deux sites pour les batteries de missiles et un site de montagne pour le radar 64N6E). Selon certains de ces observateurs, le site radar et l'un des sites de missiles sont installés dans des positions fortement fortifiées sur la face nord du mont Olympe, la plus grande montagne des Montagnes Troodos. De plus, un deuxième site de missiles fortifié existerait près de Droushia, un village côtier à l'extrême ouest de l'île.

## Réaction turque
Le 11 janvier 1997, des sources médiatiques chypriotes et américaines rapportent que la Turquie a ouvertement menacé soit d'une frappe préventive pour empêcher l'arrivée des missiles, soit d'une véritable guerre à Chypre en réponse à l'arrivée des missiles. Elle menace également d'un blocus de Chypre depuis la Turquie.
La Turquie déclare également qu'elle pourrait occuper une station touristique abandonnée à Chypre si le gouvernement chypriote ne reculait pas. Le leader chypriote turc Rauf Denktaş menace de prendre le contrôle de Varosha, une zone disputée qui est scellée depuis l'invasion de Chypre par la Turquie en 1974. La plupart des propriétés de Varosha appartiennent aux Chypriotes grecs.
Les forces armées turques, lorsque l'achat des S-300 est annoncé, obtiennent des missiles sol-sol d'Israël, qui pourraient être utilisés dans une opération militaire pour détruire les S-300 s'ils étaient installés sur l'île. De plus, selon les médias turcs et d'autres agences de renseignement de pays, des pilotes turcs avec leurs F-16 sont envoyés dans la région du Néguev en Israël pour être formés sur la manière de détruire les S-300. Selon les rapports de la radio israélienne, les pilotes turcs sont formés uniquement à éviter les S-300, pas à les détruire. L'ambassade d'Israël à Athènes nie tous les rapports.
En novembre 1997, les forces armées turques réalisent un exercice militaire à Chypre du Nord, où elles détruisent des missiles factices S-300 pour se préparer à des opérations contre les missiles réels à Chypre.

## Contre-réactions chypriotes, grecques et russes
Le gouvernement chypriote proteste contre les menaces turques aux Nations unies et affirme son droit à l'autodéfense et la nécessité d'une dissuasion efficace. De plus, le président chypriote Glafcos Clerides déclare que les missiles seraient déployés sur l'île mais utilisés uniquement de manière défensive. De plus, la garde nationale chypriote est placée en état d'alerte et de mobilisation maximale depuis l'invasion de l'île par la Turquie en 1974.
Entre janvier et juin 1997, la Grèce augmente apparemment la préparation de l'armée de l'air hellénique et des forces de la marine hellénique les plus proches de Chypre et soutient tacitement la position chypriote selon laquelle les missiles sont conçus uniquement pour la défense. La situation s'aggrave alors, cette fois par la décision grecque d'envoyer un petit contingent de chasseurs F-16 à Chypre ainsi que des troupes supplémentaires pour renforcer le contingent grec ELDYK sur l'île.
La Russie évite initialement la confrontation directe avec la Turquie mais insiste à plusieurs reprises sur le fait que la vente des S-300 à Chypre se poursuivra sans interférence. La Turquie se tourne donc vers ses partenaires stratégiques de l'OTAN, y compris les États-Unis pour obtenir l'assurance qu'elle ne serait pas empêchée d'agir contre la menace perçue si le besoin s'en faisait sentir.

## Réactions occidentales
Les menaces turques conduisent à une campagne des pays occidentaux pour empêcher le déploiement du système à Chypre par crainte de déclencher une guerre à Chypre qui pourrait entraîner les Grecs. De plus, l'Union européenne avertit qu'un renforcement militaire pourrait nuire à la candidature de Chypre à l'adhésion.
Les États-Unis s'opposent fermement aux projets de Chypre d'installer les armes anti-aériennes ; cependant, ils avertissent également la Turquie de ne pas attaquer. Le porte-parole du département d'État des États-Unis déclare : "Ce n'est pas le moment pour le gouvernement turc de faire des déclarations sauvages et dramatiques, il serait totalement inadmissible que la Turquie prenne cette mesure".

## Escalade supplémentaire
Dans les mois précédant juin 1997, les deux parties échangent des discours politiques et de la propagande agressive alors qu'elles tentent de justifier leurs positions devant la communauté internationale.
En septembre 1997, la marine turque et la garde côtière turque commencent à arraisonner et fouiller les navires se dirigeant vers Chypre, y compris les navires battant pavillon russe dans les eaux internationales. La situation inquiète non seulement les Chypriotes grecs mais aussi Athènes et Moscou, comme en témoignent les déclarations officielles d'octobre 1997 indiquant que la Grèce et la Russie s'engageraient dans une guerre avec la Turquie si Chypre était attaquée ou bloquée.
En décembre, des rapports commencent à émerger dans les forums médiatiques grecs et chypriotes selon lesquels la Russie mobiliserait une grande force navale comprenant un porte-avions avec des avions de guerre à longue portée, un croiseur lance-missiles et des sous-marins d'attaque. La présomption est que la force aurait deux objectifs : transporter des missiles S-300 et d'autres articles militaires via les eaux grecques vers Chypre, et attaquer la marine turque si elle tentait d'intervenir.

## Désamorçage
Chypre évoque la possibilité d'annuler le déploiement des missiles en échange d'un moratoire de vol au-dessus de Chypre, mais la Turquie rejette l'idée.
Plutôt que de faire face à la perspective politique d'une humiliation en cédant aux demandes turques d'annuler purement et simplement la vente, Clerides décide finalement en décembre 1998 que les systèmes de missiles S-300 seraient envoyés en Crète. Apparemment, la décision est prise pour garantir que l'accord avec la Russie se poursuive au bénéfice économique de cette dernière et que la Grèce soit compensée pour la situation en recevant la capacité défensive des S-300 pour la Crète. Le gouvernement turc dénonce cette décision comme une "tentative cynique" de rediriger la capacité des missiles S-300 contre ses côtes sud-ouest et son espace aérien et de fournir une défense aérienne très désirée pour les navires et les avions grecs se dirigeant de la Crète vers Chypre.
La crise entraîne également l'effondrement du gouvernement de coalition au pouvoir à Chypre.

## Accord chypriote avec la Grèce
Le gouvernement chypriote n'envisage plus sérieusement le retour des systèmes de missiles de défense aérienne S-300 à Chypre de peur de nuire inutilement à sa réputation et à sa position dans les cercles politiques européens. Par conséquent, en 2007, les missiles sont finalement et irrévocablement vendus à la Grèce en échange d'articles militaires alternatifs, réputés consister en une quantité significative de systèmes de missiles à courte portée Tor-M1 et d'un type non divulgué de systèmes de missiles de défense aérienne à moyenne portée. La Grèce fournit également à Chypre douze canons automoteurs de 155 mm comme paiement partiel de la location des S-300 entre 1999 et 2006.

## Test des missiles
Le 13 décembre 2013, pour la première fois depuis l'acquisition du système de missiles, il est testé en Crète.
Selon des rapports, qui ne sont pas confirmés ni par la Grèce ni par Israël, la Grèce active les S-300 lors de certains exercices organisés entre les deux pays pour que les avions de guerre israéliens pratiquent, testent et apprennent les capacités du système. Mais un responsable grec déclare anonymement que la Grèce ne permet à aucun autre pays de tester le système.